# The Chain Gang of 1974
The Chain Gang of 1974, właśc. Kamtin Mohager (ur. 31 lipca 1985 w San Jose) – amerykański wokalista, DJ, producent muzyczny i autor tekstów.

## Kariera

### Wczesne życie i początki kariery
Kamtin Mohager urodził się w San Jose w Kalifornii. Początkowo wychowywał się na Hawajach, później w Denver. Jego pierwszą pasją był hokej na lodzie, jednak po usłyszeniu utworu brytyjskiego zespołu Tears for Fears pt. „Everybody Wants to Rule the World” w filmie Prawdziwy geniusz zainteresował się tworzeniem muzyki. Jego pseudonim wywodzi się od nazwy albumu duńskiego duetu The Raveonettes pt. Chain Gang of Love i roku urodzenia jednego z jego ulubionych wykonawców, czyli Ryana Adamsa.
Od 2007 do 2010 roku Mohager był basistą koncertowym w zespole 3OH!3.

### 2010–2011:White GutsiWayward Fire
W 2010 roku przez wytwórnię Golden Gold został wydany jego pierwszy album studyjny zatytułowany White Guts. Jeden ze znajdujących się na albumie utworów pt. „Make My Body” został wykorzystany w ścieżce dźwiękowej do filmu Krzyk 4. Tego samego roku Kamtin przeniósł się do Los Angeles. W czerwcu 2011 r. ukazał się jego drugi album studyjny pt. Wayward Fire wydany przez wytwórnię Modern Art Records. Na albumie znalazły się single „Hold On”, „Undercover” i „Matter Of Time”. Pierwszy z nich pojawił się na soundtracku do komputerowej gry sportowej FIFA 12, a utwór „Devil Is A Lady” w soundtrackach do gier MLB 12: The Show i FIFA Street 4, gdzie jest również utwór „Undercover”.

### 2013–2014: „Sleepwalking” iDaydream Forever
W 2013 r. został opublikowany utwór „Sleepwalking”. Utwór ten pojawił się na ścieżce dźwiękowej do gry Grand Theft Auto V. Można go usłyszeć na stacji Radio Mirror Park, a także na oficjalnym trailerze. Utwór był nominowany do nagród Spike VGX Awards 2013 w kategorii najlepszy utwór w grze wideo. „Sleepwalking” notowany był na listach przebojów we Francji i Wielkiej Brytanii. W lutym 2014 r. The Chain Gang of 1974 przez wytwórnię Warner Bros. Records wydał swój trzeci album studyjny, zatytułowany Daydream Forever. Na albumie znalazły się single „Sleepwalking” oraz „Miko”, który pojawił się na ścieżce dźwiękowej do gry FIFA 14. Utwór pt. „You” pojawił się w serialu Real World: Ex-Plosion na kanale MTV.
W 2014 wystąpił gościnnie na singlu amerykańskiego DJ–a i producenta muzycznego Dillona Francisa i kanadyjskiego duetu producenckiego Sultan + Ned Shepard pt. „When We Were Young” z albumu Money Sucks, Friends Rule Francisa.

### 2015: Teenage Wrist
W 2015 roku wraz z Marshallem Gallagherem z zespołu Swing Hero i Anthonym Salazarem założył zespół o nazwie Teenage Wrist. W listopadzie tego samego roku wydali EPkę zatytułowaną Dazed, na której znalazły się single „Afterglow” i „Slide Away”.

## Dyskografia

### Albumy
Albumy studyjne
| Rok                                                     | Dane dot. albumu                                                                                         | Pozycje na listach przebojów |
| Rok                                                     | Dane dot. albumu                                                                                         | US Heatseekers               |
| ------------------------------------------------------- | --- | ---------------------------- |
| 2010                                                    | White Guts - Wydany 27 kwietnia 2010 - Wytwórnia: Golden Gold - Format: MP3                              | –                            |
| 2011                                                    | Wayward Fire - Wydany 21 czerwca 2011 - Wytwórnia: Modern Art Records - Format: CD, Digital download     | –                            |
| 2014                                                    | Daydream Forever - Wydany 4 lutego 2014 - Wytwórnia: Warner Bros. Records - Format: CD, Digital Download | 36                           |
| „–” oznacza, że album nie był notowany na danej liście. | |                              |

### Single
Własne
| Rok                                                     | Singel           | Pozycje na listach przebojów | Pozycje na listach przebojów | Album            |
| Rok                                                     | Singel           | FRA                          | UK                           | Album            |
| ------------------------------------------------------- | ---------------- | ---------------------------- | ---------------------------- | ---------------- |
| 2011                                                    | „Hold On”        | –                            | –                            | Wayward Fire     |
| 2011                                                    | „Undercover”     | –                            | –                            | Wayward Fire     |
| 2011                                                    | „Matter Of Time” | –                            | –                            | Wayward Fire     |
| 2013                                                    | „Miko”           | –                            | –                            | Daydream Forever |
| 2014                                                    | „Sleepwalking”   | 195                          | 99                           | Daydream Forever |
| „–” oznacza, że album nie był notowany na danej liście. |                  |                              |                              |                  |

Z gościnnym udziałem
| Rok  | Singel                                                                                                  | Album                     |
| ---- | --- | ------------------------- |
| 2014 | „When We Were Young” (singel Dillona Francisa i Sultan + Ned Shepard, gościnnie The Chain Gang of 1974) | Money Sucks, Friends Rule |

## Nagrody i nominacje
Spike VGX Awards
| Rok  | Nominowane dzieło | Kategoria                    | Rezultat  |
| ---- | ----------------- | ---------------------------- | --------- |
| 2013 | „Sleepwalking”    | Najlepszy utwór w grze wideo | Nominacja |